# محطة توماري الكهروذرية
محطة توماري الكهروذرية هي محطة طاقة نووية تقع في جزيرة هوكايدو شمال اليابان تديرها شركة كهرباء هوكايدو، تبلغ طاقة المحطة من الكهرباء نحو 2,070 ميغاواط وهي المحطة النووية الوحيدة في جزيرة هوكايدو تبلغ مساحة المحطة 1,350,000 متر مربع إضافة إلي 70,000 متر مربع من أاراضي البحر المستصلحة.